# NASA Astronaut Group 17
Il NASA Astronaut Group 17 (The Penguins). Il gruppo è stato formato da otto piloti, diciassette specialisti di missione e sette specialisti di missione internazionali divenuti astronauti della NASA. Questo gruppo è stato selezionato nell'agosto del 1998.

## Piloti
- Lee Archambault (Rit.)

STS-117, Pilota
STS-119, Comandante
- Christopher Ferguson

STS-115, Pilota
STS-126, Comandante
STS-135, Comandante
- Kenneth Ham (Rit.)

STS-124, Pilota
STS-132, Comandante

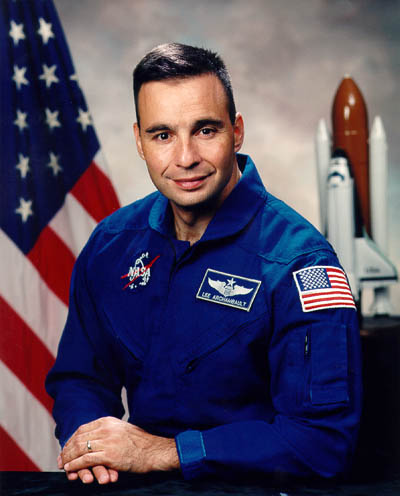
Lee Archambault

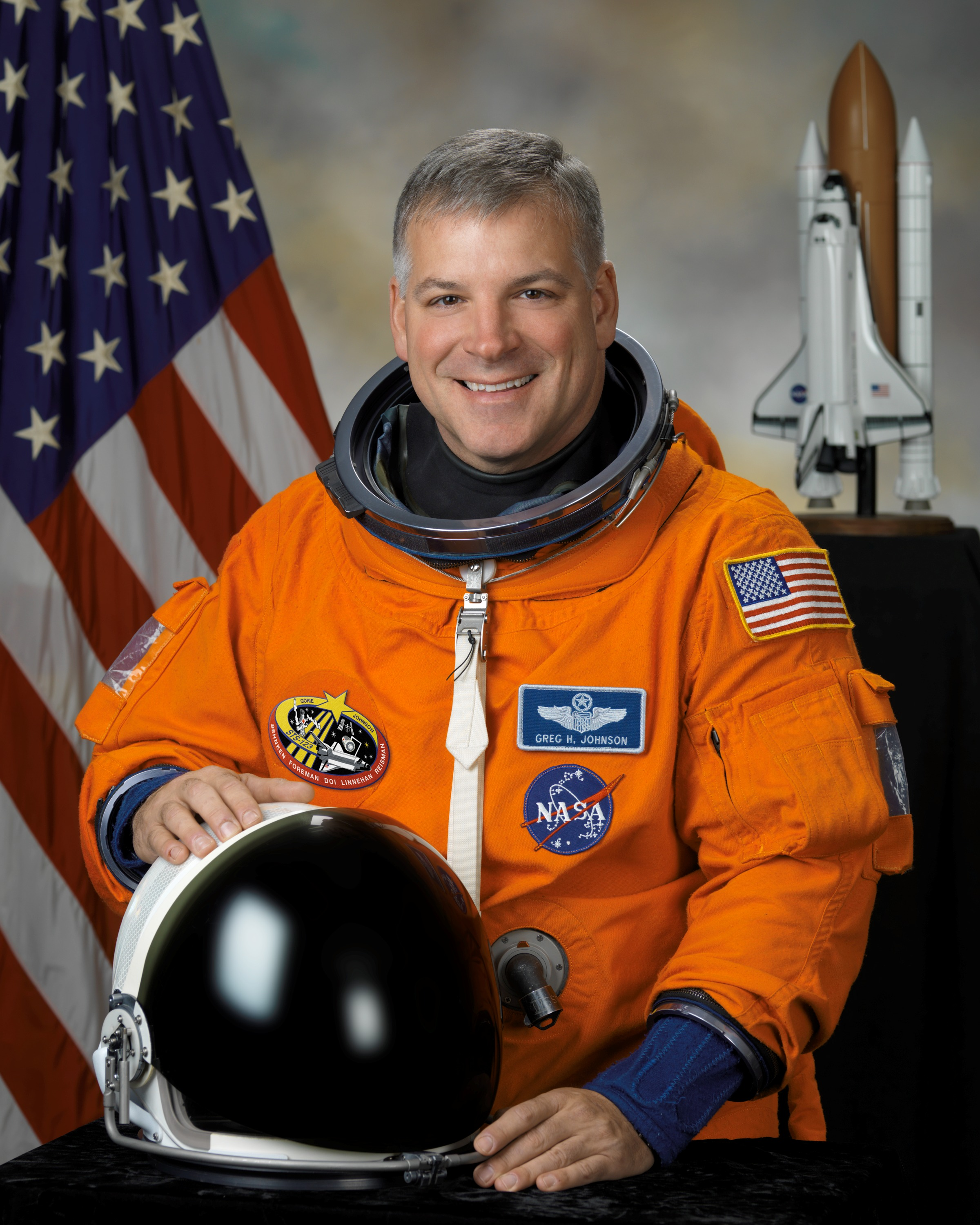
Gregory Johnson

- Gregory C. Johnson (Rit.)

STS-125, Pilota
- Gregory H. Johnson (Rit.)

STS-123, Pilota
STS-134, Pilota
- William Oefelein (Rit.)

STS-116, Pilota
- Alan Poindexter (Rit.)

STS-122, Pilota
STS-131, Comandante
- George Zamka (Rit.)

STS-120, Pilota
STS-130, Comandante

## Specialisti di Missione

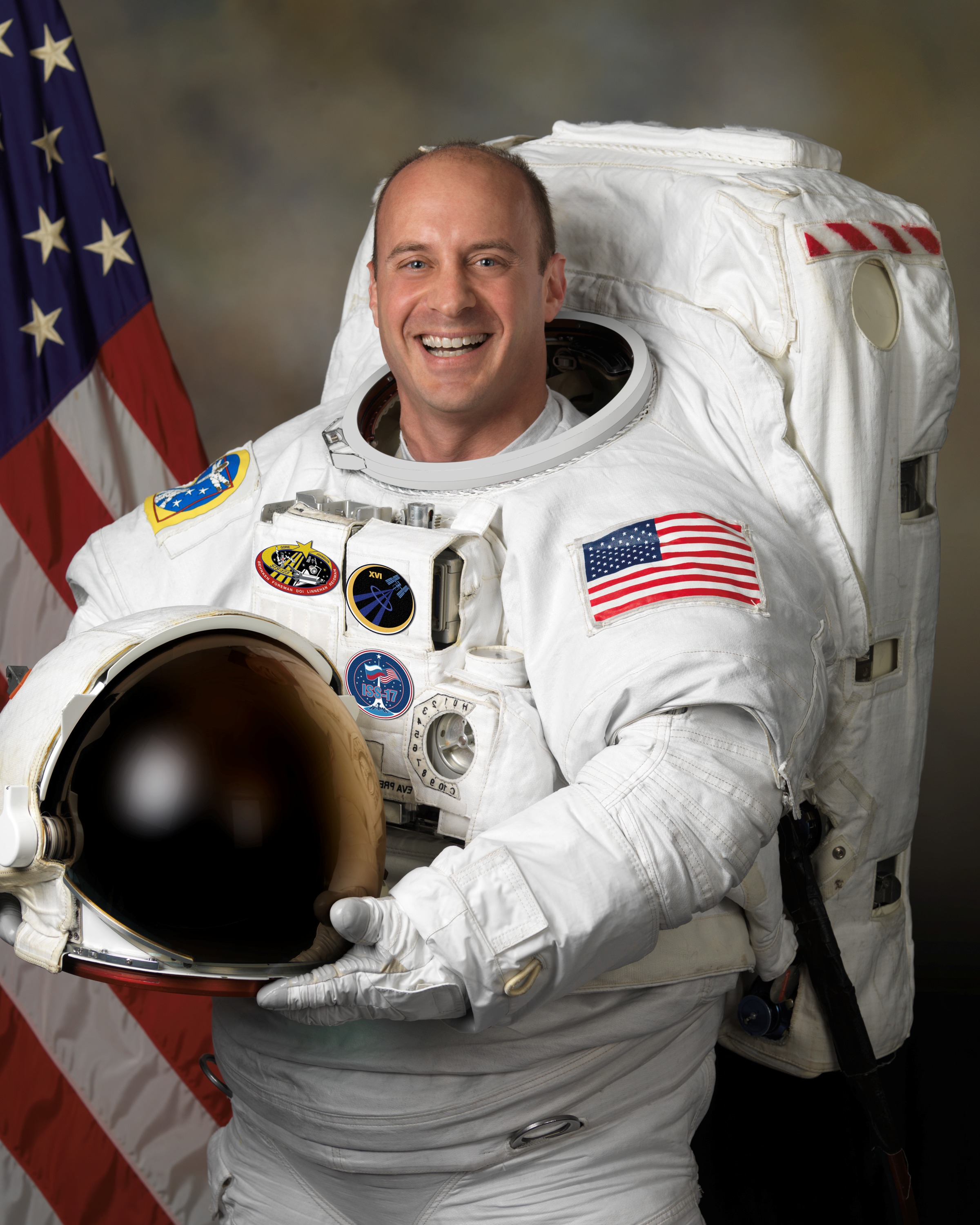
Garrett Reisman

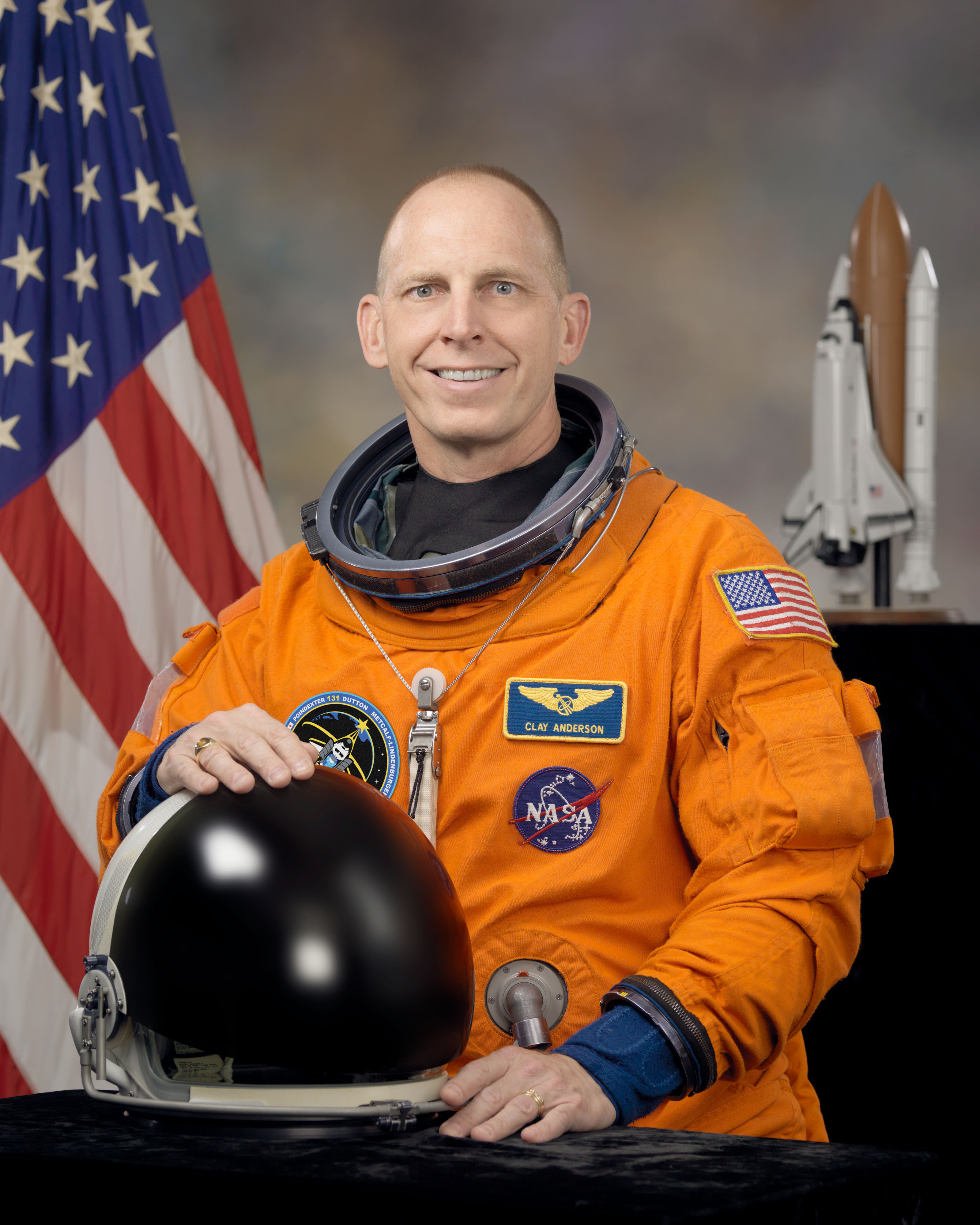
Clayton Anderson

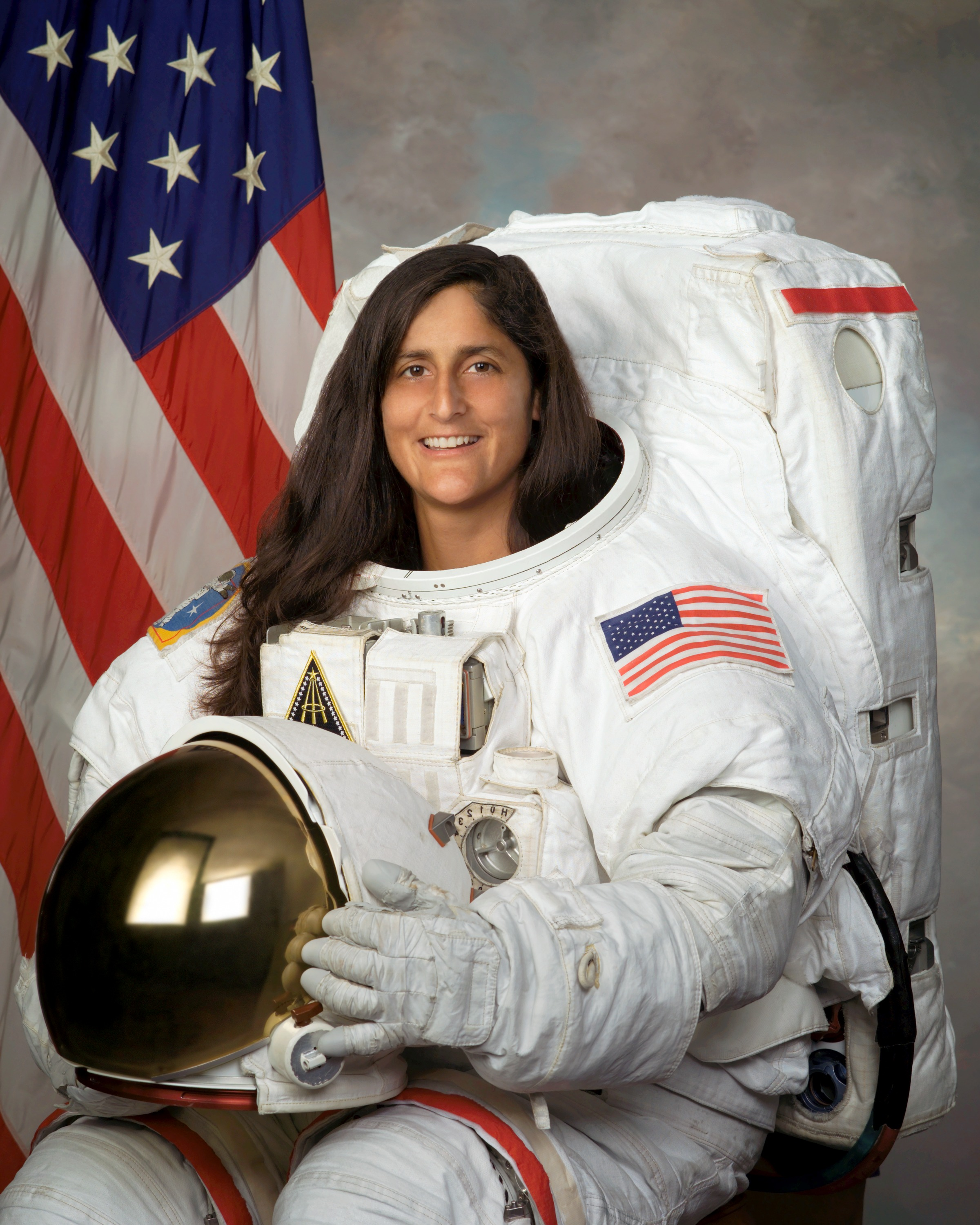
Sunita Williams

- Clayton Anderson (Rit.)

STS-117 / STS-120, Specialista di Missione
Expedition 15/16, Ingegnere di volo
STS-131, Specialista di Missione
- Tracy Caldwell

STS-118, Specialista di Missione
Sojuz TMA-18, Ingegnere di volo
Expedition 23/24, Ingegnere di volo
Sojuz MS-25, Ingegnere di volo 
Expedition 71, Ingegnere di volo
- Gregory Chamitoff (Rit.)

STS-124 / STS-126, Specialista di Missione
Expedition 17/18, Ingegnere di volo
STS-134, Specialista di Missione
- Timothy Creamer (Rit.)

Sojuz TMA-17, Ingegnere di volo
Expedition 22/23, Ingegnere di volo
- Michael Foreman (Rit.)

STS-123, Specialista di Missione
STS-129, Specialista di Missione
- Michael Fossum (Rit.)

STS-121, Specialista di Missione
STS-124, Specialista di Missione
Sojuz TMA-02M, Ingegnere di volo
Expedition 28, Ingegnere di volo
Expedition 29, Comandante
- Stanley Love (Rit.)

STS-122, Specialista di Missione
- Leland Melvin (Rit.)

STS-122, Specialista di Missione
STS-129, Specialista di Missione
- Barbara Morgan (Rit.)

STS-118, Specialista di Missione
- John Olivas (Rit.)

STS-117, Specialista di Missione
STS-128, Specialista di Missione
- Nicholas Patrick (Rit.)

STS-116, Specialista di Missione
STS-130, Specialista di Missione
- Garrett Reisman (Rit.)

STS-123 / STS-124, Specialista di Missione
Expedition 16/17, Ingegnere di volo
STS-132, Specialista di Missione
- Patricia Robertson (Rit.)
- Steven Swanson (Rit.)

STS-117, Specialista di Missione
STS-119, Specialista di Missione
Sojuz TMA-12M, Ingegnere di volo
Expedition 39, Ingegnere di volo
Expedition 40, Comandante
- Douglas Wheelock

STS-120, Specialista di Missione
Sojuz TMA-19, Ingegnere di volo
Expedition 24, Ingegnere di volo
Expedition 25, Comandante
- Sunita Williams

STS-116 / STS-117, Specialista di Missione
Expedition 14/15, Ingegnere di volo
Sojuz TMA-05M, Ingegnere di volo
Expedition 32, Ingegnere di volo
Expedition 33, Comandante
Boeing Crewed Flight Test, Pilota
- Neil Woodward (Rit.)

## Specialisti di Missione Internazionali

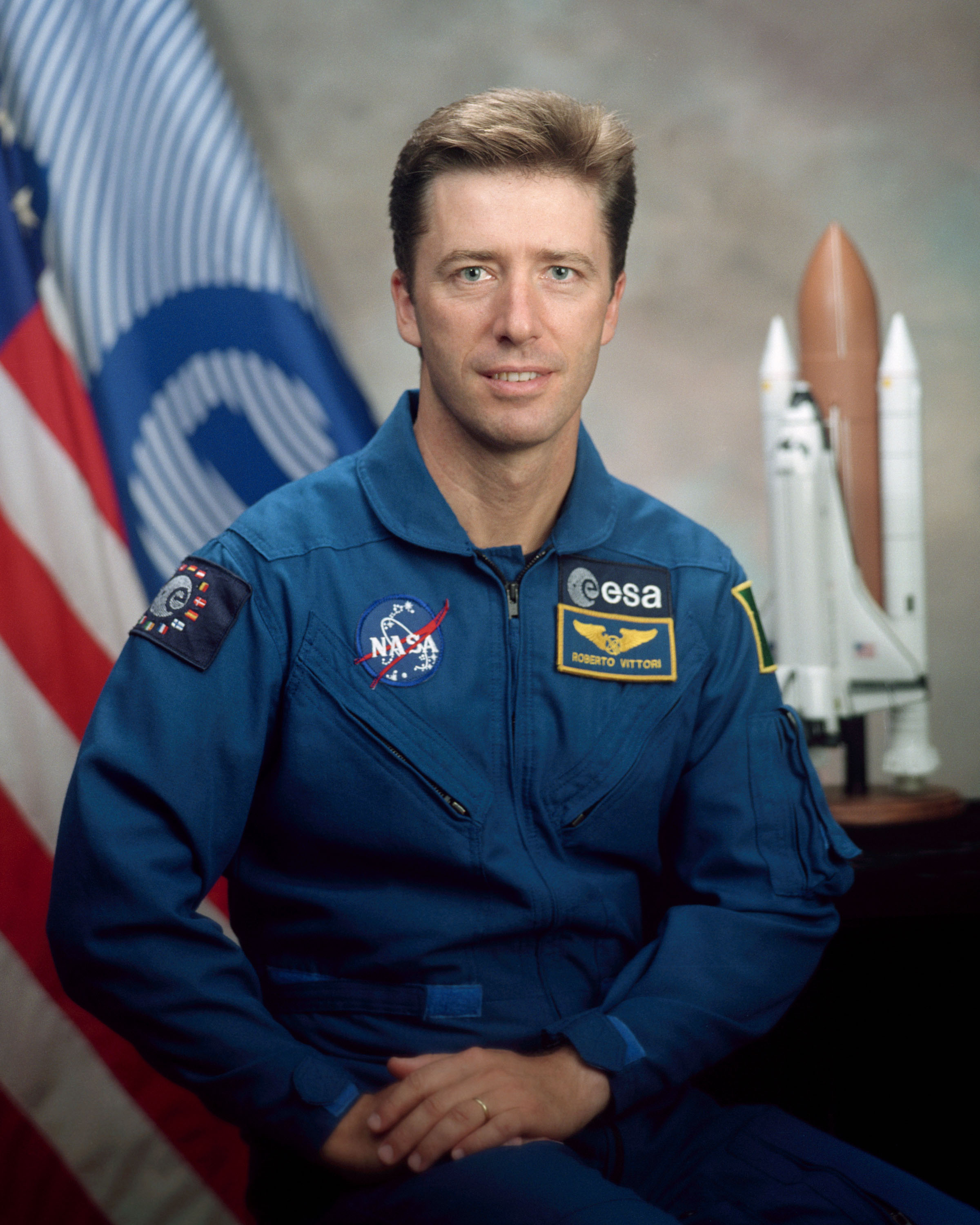
Roberto Vittori

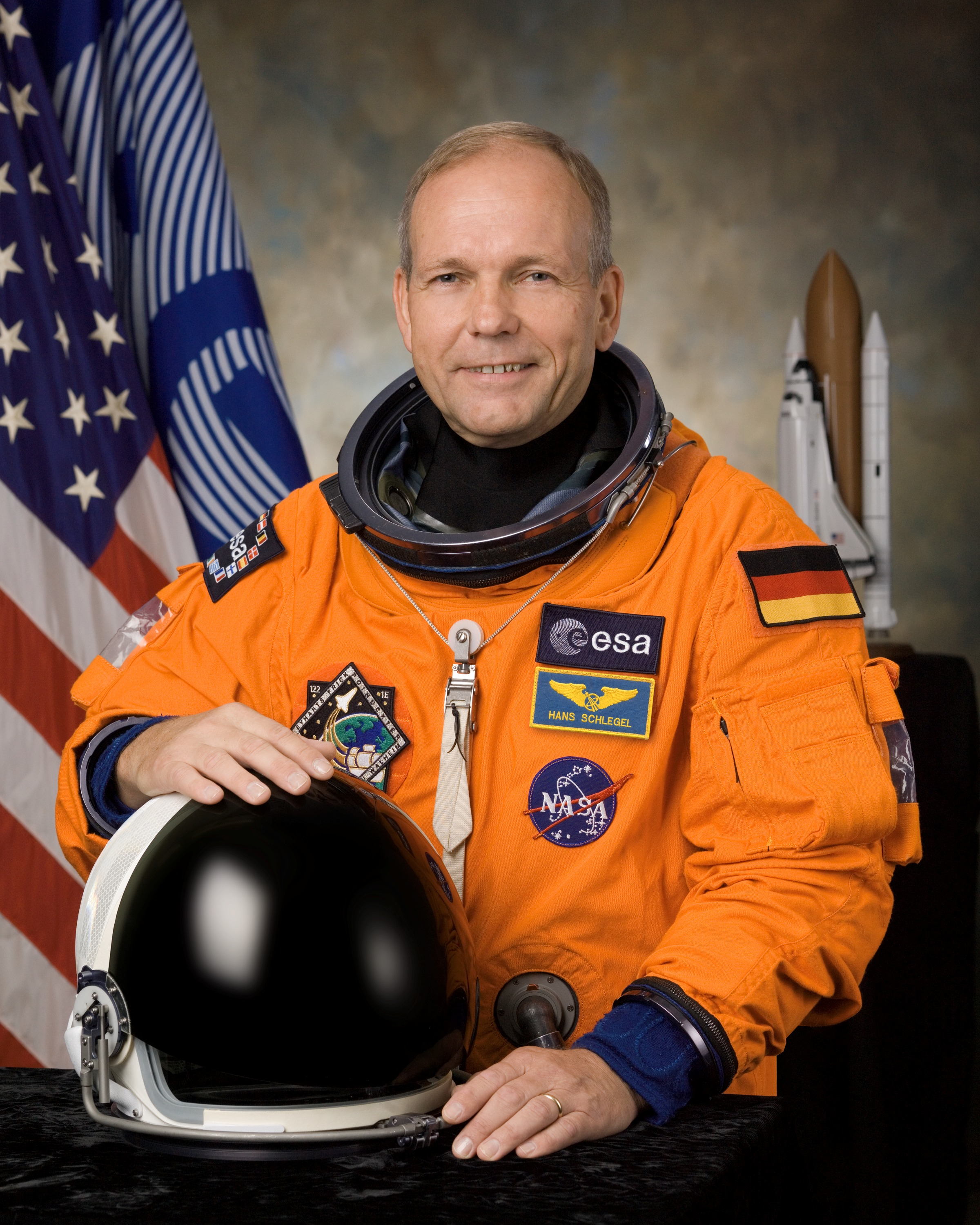
Hans Schlegel

- Léopold Eyharts (Rit.)

Sojuz TM-27 / Sojuz TM-26, Cosmonauta ricercatore
STS-122 / STS-123, Specialista di Missione 
Expedition 16, Ingegnere di volo
- Paolo Nespoli (Rit.)

STS-120, Specialista di Missione
Sojuz TMA-20, Ingegnere di volo 
Expedition 26/27, Ingegnere di volo
- Marcos Pontes (Rit.)

Sojuz TMA-8 / Sojuz TMA-9, Partecipante di volo
- Hans Schlegel (Rit.)

STS-55, Specialista del carico utile
STS-122, Specialista di Missione
- Robert Thirsk (Rit.)

STS-78, Specialista del carico utile
Sojuz TMA-15, Ingegnere di volo
Expedition 20/21, Ingegnere di volo
- Bjarni Tryggvason (Rit.)

STS-85, Specialista del carico utile
- Roberto Vittori

Sojuz TM-34 / Sojuz TM-33, Ingegnere di volo
Sojuz TMA-6 / Sojuz TMA-5, Ingegnere di volo
STS-134, Specialista di Missione